# حريق مدرسة البنات في جدة 2011
حريق مدرسة البنات في جدة 2011, هو حريق نشب في مدرسة براعم الوطن الأهلية للبنات بحي الصفا بمدينة جدة, وقد أدى الحريق إلى وفاة 3 معلمات وإصابة 56 طالبة بينهن 4 إصابات خطيرة. وقمن بعض الطالبات برمي أنفسهن من الطابق العلوي تفادياً للحريق واصبن بأصابات بليغة وبعضهن توفين جراء استنشاقهن للدخان الكثيف المتصاعد بسبب النيران.

## أسماء المعلمات المتوفيات في الحريق
في الحريق توفيت المعلمة غدير كتوعه وزميلتيها ريم النهاري وسوزان الخالدي
بعد أن قاموا بمساعدة الطالبات المحتجزات في الدور الثالث للخروج والنجاة إلا ان الدخان الكثيف تسبب في وفاتهم.

## ردود افعال العامة بسبب الحريق
ردود افعال العامة بسبب الحادثة كانت ساخطة على وزارة التعليم والدفاع المدني حيث استرجعوا ذكريات حريق مدرسة البنات في مكة 2002 ويعتب البعض انه منذ ذلك الحين لم يتم حل مشاكل الحرائق المتكررة في المدارس

## اسباب الحريق
ذكر الدفاع المدني ان سبب الحريق هو 5 طالبات من المدرسة قاموا بإشعال اوراق في قبو المدرسة مستخدمين اعواد ثقاب بغرض إشعال جرس الإنذار بشكل عبثي. وصدقت اقوالهم بحضور الطالبات مع اولياء امورهم